# Al-Eizariya
al-Eizariya of al-Izzariya (Arabisch: العيزريه; "Plaats van Lazarus") is een Palestijnse stad op de Westelijke Jordaanoever. Het wordt vaak genoemd als de plaats waar het Bijbelse Bethanië lag.

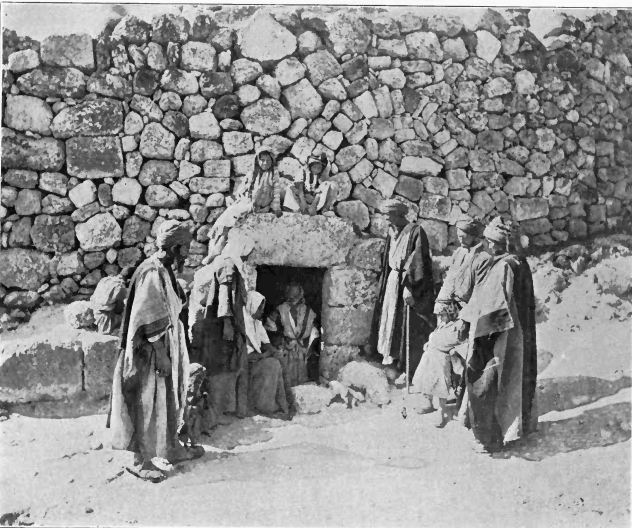
Graf van Lazarus in 1906
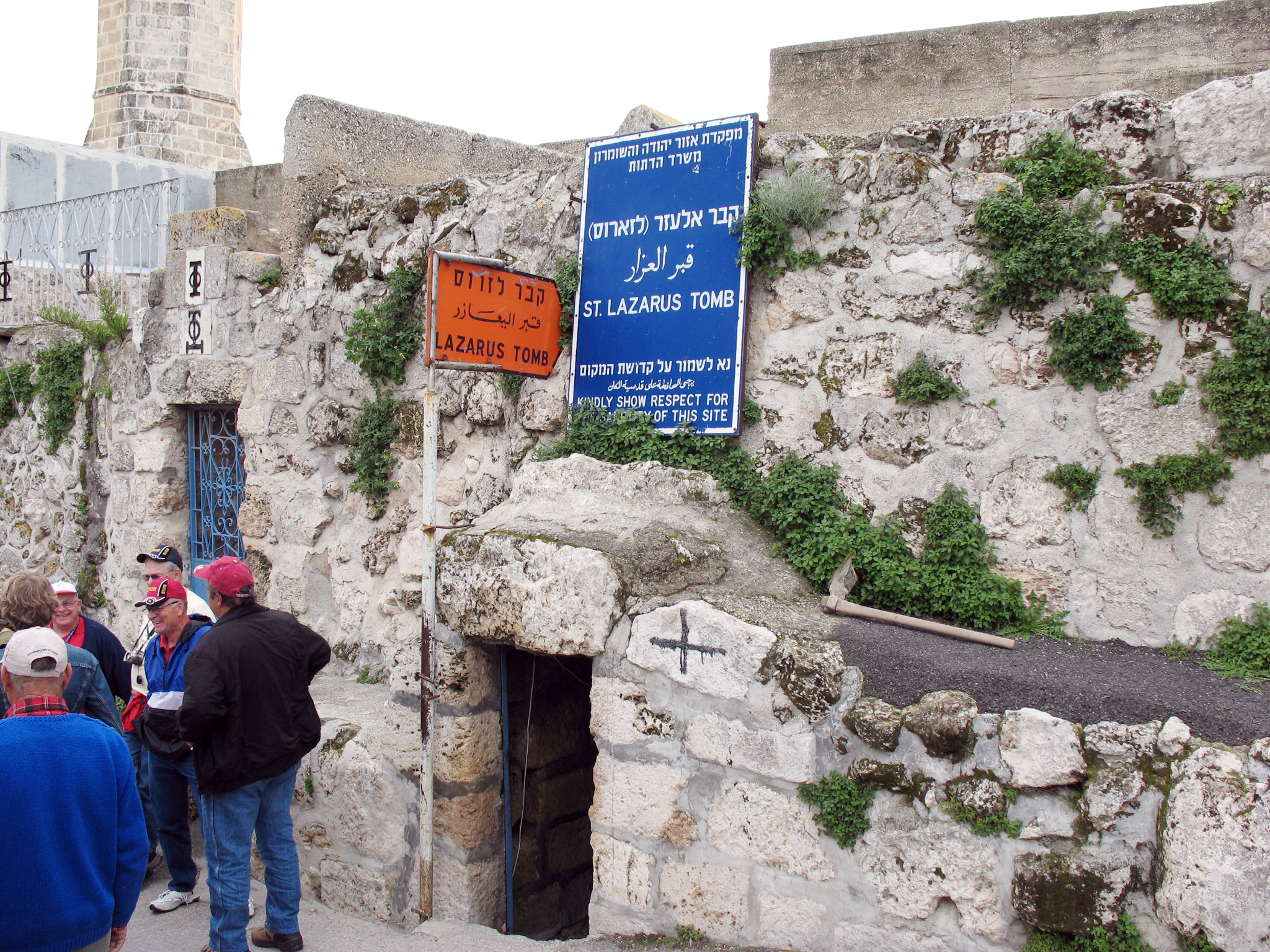
Graf van Lazarus in 2007